# Joaquín Pardinilla
Joaquín Pardinilla es un músico y compositor aragonés nacido en Aínsa, Huesca, España en 1961. 

## Reseña

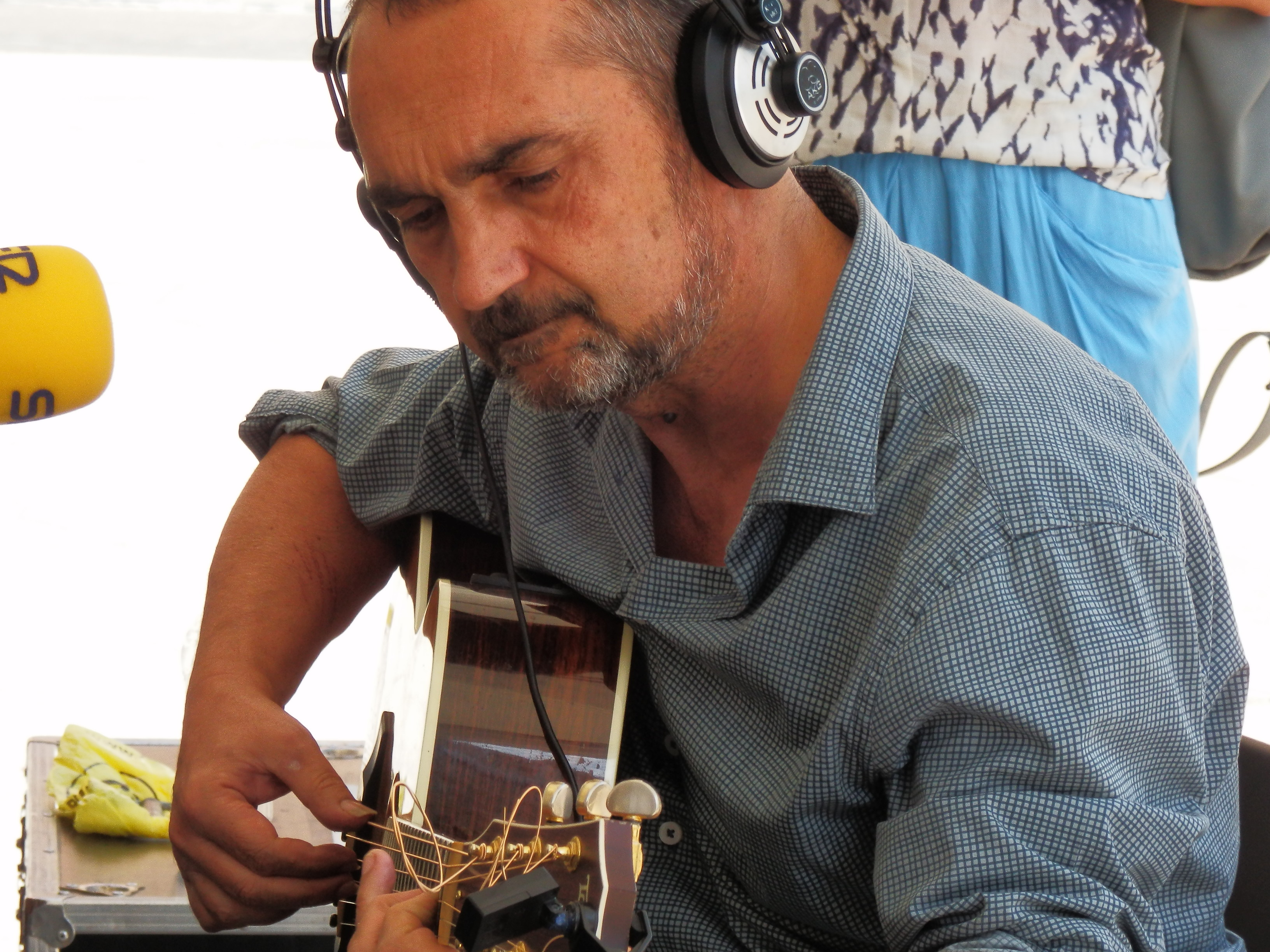
Joaquin Pardinilla

Desde el comienzo de su carrera musical formó parte de grupos de música folk como Viello Sobrarbe (fundado por Ángel Conte), Os musicos d'as Cambras o Yebra.
También tocó en grupos de jazz y blues como La Plantación.
Participó en un buen número de producciones discográficas y compuso música para audiovisuales, espectáculos de danza, teatro y títeres.
Acompañó a Amaral, José Antonio Labordeta, Eliseo Parra, Los Titiriteros de Binéfar, Miguel Ángel Berna, Gabriel Sopeña, Loquillo, El Silvo Vulnerado y Ángel Petisme.
Colaboró con La Ronda de Boltaña y María José Hernández.
Es director musical de La Morisma de Aínsa que se celebra cada dos años. Se celebra el último domingo de agosto (antes era el primer domingo de septiembre) de los años pares. En la representación de «la Morisma» el teatro popular recrea la reconquista de la villa por parte de los ejércitos cristianos, ayudados según la leyenda por la aparición de una cruz de fuego encima de una carrasca.
En 1999 publicó su primer disco en solitario Travesía.
En 2002 formó el Joaquín Pardinilla quinteto, con el que grabó su segundo disco Mascún. En él profundiza en su concepto de folclore imaginario que combina aspectos de la música tradicional con el jazz y la música rock.
Bajo la denominación de Joaquín Pardinilla Quinteto grabó en 2003 Mascún y en 2007 13% Vol.
En 2012  grabó La Hora Roja con los músicos Ernesto Cossio, Toto Sobieski, José Luis Seguer Fletes, Alberto Artigas y Juan Luis Royo.

En 2017 participaba en los grupos Berna, Vivere Memento y Hot Hands.
En 2017 el Joaquín Pardinilla Sexteto lo formaban junto a él José Luís Seguer Fletes a la batería, Toto Sobieski al bajo, Ernesto Cossío a las guitarras, Juan Luis Royo al clarinete y Alberto Artigas al laúd.
En febrero de 2017 el Joaquín Pardinilla Sexteto presentó su disco Guatizalema.
En 2022 pone música a la película documental 'Los Fugaces Párpados', de Marta Horno, sobre la trayectoria profesional del pintor Jorge Gay.

## Premios
Premios Simón
| Año  | Categoría          | Película | Resultado |
| ---- | ------------------ | -------- | --------- |
| 2018 | Mejor banda sonora | Carrasca | Ganador   |